# Centro de Supercomputación y Visualización de Madrid

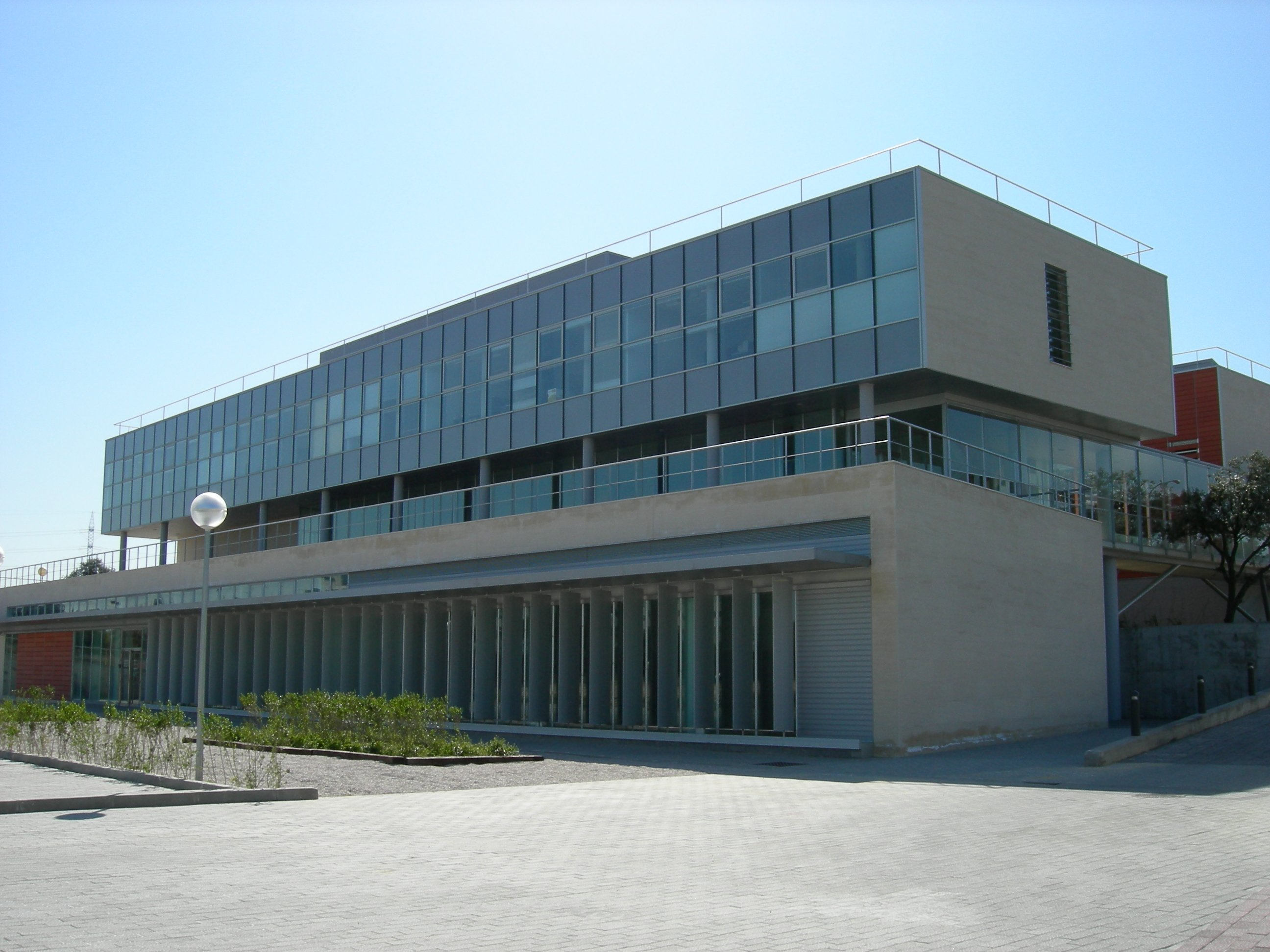
Edificio CeSViMa en el Parque Científico y Tecnológico de la UPM (Campus de Montegancedo).

El Centro de Supercomputación y Visualización de Madrid (CeSViMa) es un centro situado en el Parque Científico y Tecnológico de la UPM, situado en la ciudad de Madrid (España). Este centro alberga el superordenador Magerit, y es miembro de la Red Española de Supercomputación, Red Española de e-Ciencia y la Red de Laboratorios e Infraestructuras de la Comunidad de Madrid.

## Historia
El CeSViMa surge como un acuerdo de colaboración entre la Universidad Politécnica de Madrid y el CIEMAT para dotar a Madrid de un centro de soporte para los investigadores de la Comunidad de Madrid. Tras este acuerdo, un segundo acuerdo entre la UPM e IBM dota al centro de un supercomputador que se instala en dependencias de la Facultad de Informática de Madrid.
Poco después, se crea la Red Española de Supercomputación auspiciada por el Ministerio de Educación y Ciencia. El CeSViMa entra a formar parte de esta red y se decide ampliar el supercomputador disponible en el centro que pasa a ser el segundo supercomputador de España. De forma paralela a la creación de la infraestructura de supercomputación, el centro adapta instalaciones para visualización interactiva 3D y adquiere un escáner terrestre 3D.
Durante el mes de mayo de 2008, el CeSViMa muda su infraestructura a un edificio perteneciente al Parque Científico y Tecnológico de la UPM. Esta mudanza se utiliza para ampliar el supercomputador del centro.
A finales de 2008 e inicios del año 2009, el centro finaliza los trámites para su inclusión en la Red Española de e-Ciencia y en la Red de Laboratorios e Infraestructuras de la Comunidad de Madrid.
En el año 2011 actualiza su infraestructura de computación de altas prestaciones posicionando a Magerit como el primer supercomputador de España y uno de los más energéticamente eficientes del mundo en las listas de referencia TOP500 y Green500 (puestos 136 y 18, respectivamente).

## Actividades

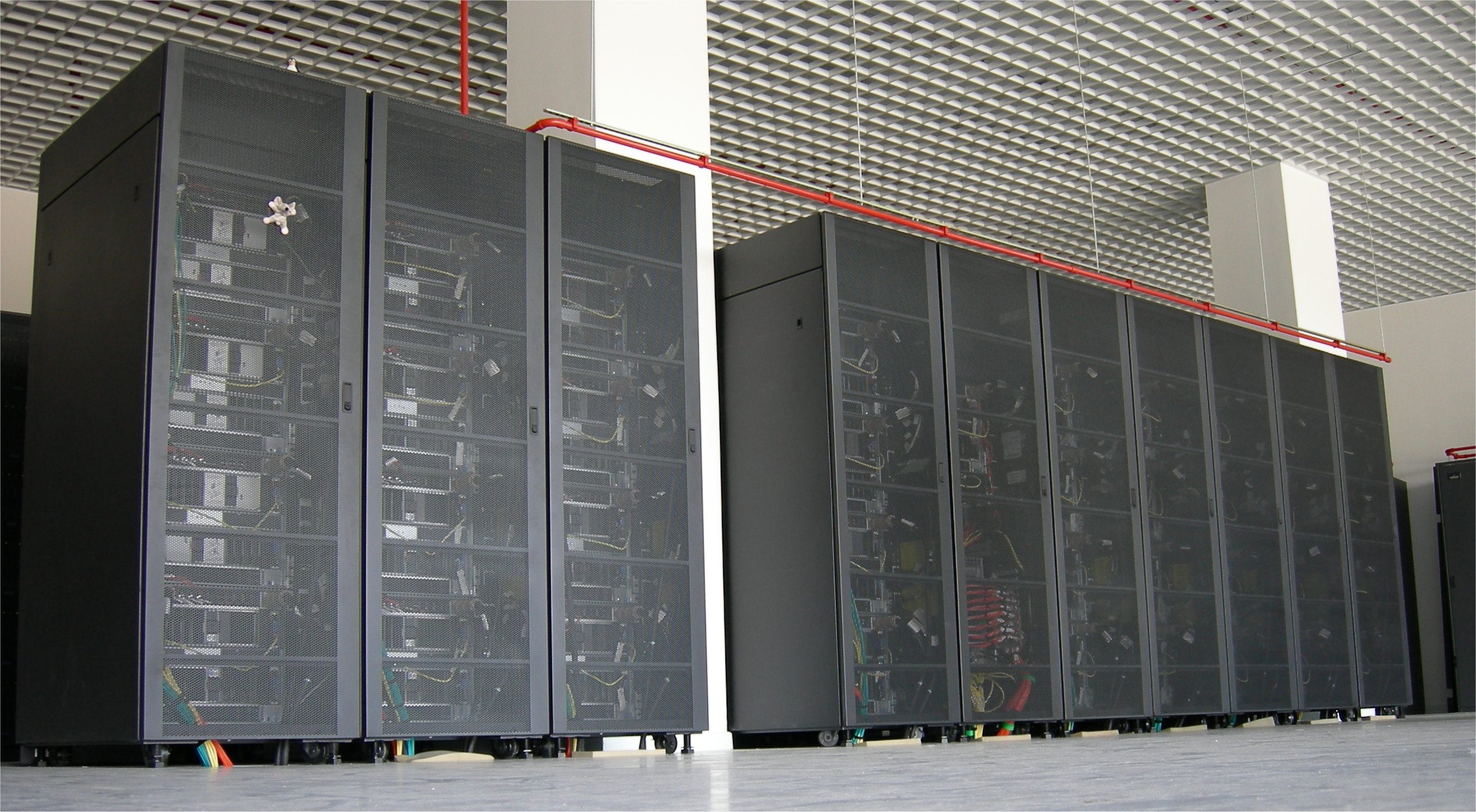
Supercomputador Magerit. El más potente de España en julio de 2011.

Gran parte del trabajo desarrollado por el CeSViMa se centra en el supercomputador Magerit aunque también realiza otras labores de investigación y difusión.
El centro proporciona soporte al proyecto Cajal Blue Brain (este proyecto pretende realizar una simulación detallada del funcionamiento del cerebro) desde sus inicios Asimismo, el proyecto utiliza los recursos de cómputo del supercomputador del centro
También ha colaborado en la retransmisión de un eclipse desde Novosibirsk (Rusia) y organiza conferencias y charlas sobre supercomputación, nuevos desarrollos software/hardware o difusión de proyectos científicos.

## Localización
El CeSViMa está ubicado en el Campus de Excelencia Internacional de Montegancedo sede del Parque Científico y Tecnológico de la UPM y de la Facultad de Informática de Madrid (40°24′15.65″N 03°50′4.75″O / 40.4043472, -3.8346528).